# 宋家树
宋家树（1932年3月21日—2024年6月30日），安徽舒城人，生于湖南长沙，中華人民共和国金属物理学家。1954年毕业于东北人民大学物理系，1958年该校研究生毕业。中国工程物理研究院科技委委员。1993年当选为中国科学院（学部委员）。